# Waleed Abdullah
Waleed Ali Abdullah (arabisch وليد عبد الله, DMG Walīd ʿAbd Allāh; * 19. April 1986 in Riad) ist ein saudi-arabischer Fußballtorhüter.

## Karriere

### Verein
Seine Laufbahn begann er bei al-Shabab. Seit Anfang 2017 steht er im Kader von al-Nassr FC.

### Nationalmannschaft
Seinen ersten Einsatz im Tor der A-Nationalmannschaft hatte er am 1. Juli 2007 bei einem 1:1-Freundschaftsspiel gegen den Oman über die volle Spielzeit. Kurz darauf war er Teil des Kaders bei der Asienmeisterschaft 2007, ohne Einsatz. Im nächsten Einsatz in einem Freundschaftsspiel gegen Syrien am 24. Mai 2008 konnte er den Kasten dicht halten. Es folgten vermehrt Einsätze in Freundschafts- und Qualifikationsspielen.
Bei der Asienmeisterschaft 2011 wurde er in jeder Partie eingesetzt. Jedoch konnte kein Spiel in der Gruppenphase gewonnen werden und seine Mannschaft schied mit acht Gegentoren aus. Als Stammtorhüter bei der Asienmeisterschaft 2015 gewann er das zweite Gruppenspiel gegen Nordkorea, jedoch reichte es nach zwei Niederlagen in den anderen beiden Spielen erneut nicht, über die Gruppenphase hinaus zu kommen.
Nach dem Turnier fiel er aufgrund einer Kreuzbandverletzung für den Rest des Jahres aus. Zwar fand er sich ab September 2016 im Kader wieder, hatte seine Stammposition aber verloren. Bis zu einem nächsten Einsatz sollte es bis zum 13. November 2017 dauern, wo er bei einer 0:1-Freundschaftsspielniederlage gegen Bulgarien das Tor hütete. Sein bislang letzter Einsatz war am 28. Februar 2018 eine 1:4-Freundschaftsspielniederlage gegen den Irak. Sein letztes Turnier, jedoch ohne Einsatz, war die Asienmeisterschaft 2019.